# Elivágar
In de Noordse mythologie was in Niflheim een bron, Hvergelmir ofwel de Ruisende Ketel. Uit deze bron stroomden elf stromen, zij droegen de verzamelnaam Elivágar (storm golven), en afzonderlijk waren zij Svöl, Gunurd (Gunnthra), F(j)orm, Fimbul(thul, Þul), Slíd, Hríd, Sylg, Ylg, Víd, Leiptr en Gjöll genoemd, met Gjöll dicht bij het laagste punt, Niflhel (donkere hel).
Toen de giftige rivieren ver van hun bron stroomden, veranderden ze in ijs en laag over laag groeide het ijs binnen Ginnungagap. In het noorden was het ijs van Niflheim (donkere wereld) en in het zuiden het vuur van Muspellsheim. Waar de vorst en warmte samen kwamen ontstonden druppels en begon er leven door de kracht van de hitte. Hierin verscheen de gestalte van de oerreus Ymir.  